# جان کالوین فرگوسن
جان کالوین فرگوسن (انگلیسی: John Calvin Ferguson، چینی سنتی: 福開森; پین‌یین: Fú Kāisēn; از ۱ ژانویهٔ ۱۸۶۶ – ۱ ژانویهٔ ۱۹۴۵) مبلغ مذهبی اهل ایالات متحده آمریکا بود.